# Moravče (Eslovênia)
Moravče (em alemão:  Moräutsch) é um município da Eslovênia. A sede do município fica na localidade de mesmo nome.